# نرجسية الفروق الصغيرة

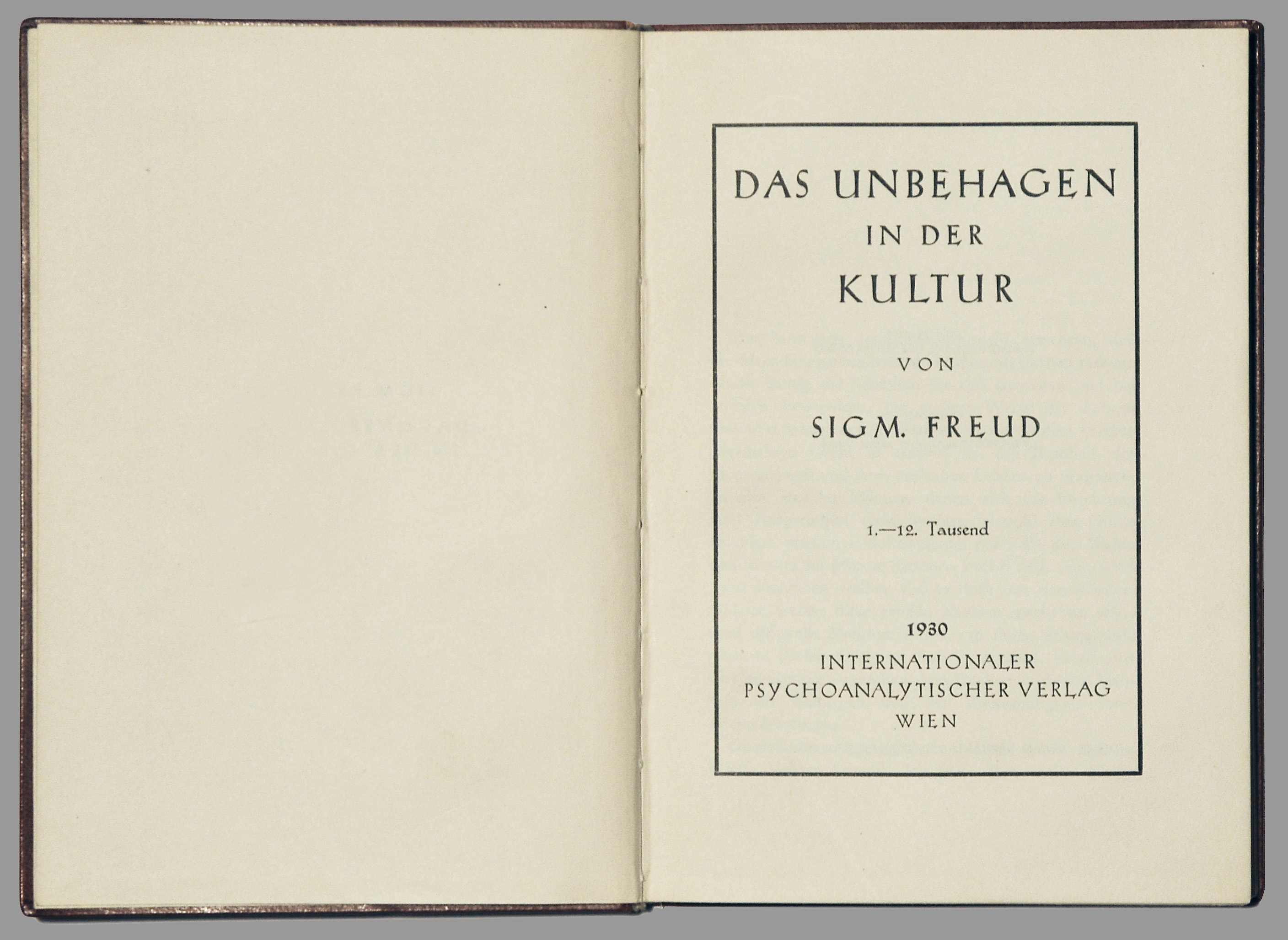
صفحة عنوان كتاب الحضارة ومنغصاتها، والتي طور فيها فرويد نظريته.

في التحليل النفسي، نرجسية الاختلافات الصغيرة هي فكرة مفادها أنه كلما كانت العلاقة أو المجتمع مشتركًا في القواسم المشتركة، زاد احتمال انخراط الأشخاص فيها في نزاعات شخصية وسخرية متبادلة بسبب الحساسية المتزايدة تجاه الاختلافات البسيطة المتصورة. صاغ هذا المصطلح العالم  سيغموند فرويد عام 1917، بناءً على الأعمال السابقة لعالم الأنثروبولوجيا الإنجليزي إرنست كراولي [الإنجليزية] . اقترح كراولي أن الأفراد، على الرغم من القواسم المشتركة، يفصلهم محظور العزلة الشخصية، وهو ما يجسد في الأساس نرجسية تتمحور حول الفروق البسيطة.